# Исаченко, Владимир Николаевич
Владимир Николаевич Исаченко (род. 27 декабря 1982) — казахстанский стрелок из пистолета, двукратный чемпион мира.

## Карьера
На чемпионате мира 2002 года на соревнованиях юниоров первенствовал в стрельбе из пистолета с 50 метров, был вторым при стрельбе с 25 метров, а также с 25 метров из стандартного пистолета. Кроме того завоевал золото и серебро в командных видах соревнований.
Участвовал в Олимпийских играх 2004 года. При стрельбе с 50 метров оказался лишь шестым, а на дистанции 10 метров из пневматического пистолета — 23-м.